# 金田朋子
金田 朋子（かねだ ともこ、1973年5月29日 - ）は、日本の女性声優、ナレーター、タレント。神奈川県横浜市出身。アクロス エンタテインメント所属。

## 来歴
関東学院大学工学部建築学科卒。学位は学士（工学）。
青二塾東京校第二部一期生卒業後、2011年4月まで青二プロダクション所属、フリー期間を経て、同年8月より現事務所所属。

### デビュー前
幼少時代、「この子に受験は難しいだろう」と判断した両親が早いうちから受験をさせようと幼稚園受験をするが、不合格に終わる。その後、小学校受験を経て関東学院小学校に合格。以降、小・中・高・大と一貫して関東学院で学んだ。大学の建築学科を卒業するも、図面の1ミリの違いが結果を大きく左右する建築の世界は自分には向いていないと思い、建築関係の職を諦めた。
その後、製菓会社ブルボンに、ブルボンのお菓子が好きだという理由だけで入社、新潟本社勤務になる。労務課で外国人労働者への給与の手渡しや従業員の弁当の個数の確認などを担当した。本人曰く「新潟は雪がとても高く積もるので、背の低い自分は埋もれてしまう」という理由で退職。後に新規開店した髙島屋新宿店に転職し、おもちゃ売り場に配属される。その頃、当時電通に勤めていた姉から声優養成所を薦められ、夜間の青二塾東京校第二部に通い始める。
養成所のレッスンは夕方開始だったが、早番 / 遅番交替のあるデパート業務ではレッスンとの両立ができなかったため、高島屋を退職して三井住友銀行の前身である銀行に入り、貸金庫担当員に転職し、2000年4月に青二プロダクション主催のオーディション合格まで勤務した。

### デビュー後
同年7月にOVA『伝心 まもって守護月天!』の長沙役で声優デビュー。
2013年11月22日、8年前から知り合いの誕生パーティーで出会った9歳下の俳優・森渉との結婚を発表した。これ以降、バラエティ番組など顔出しでのテレビ出演が増えることとなる。
2015年、Yahoo!検索大賞 2015・声優部門賞を受賞。
2017年2月9日放送の『ニンゲン観察バラエティ モニタリング』（TBS）の番組内で、妊娠6か月であることを公表。同年6月20日、第1子女児を出産した。
2024年7月20日、森渉との離婚を報告。「婚姻関係を解消し、戸籍上の夫婦ではなくした上で家族を続けていく」旨を明らかにした。

## 人物
愛称は朋先生、朋ちゃん、金朋（かねとも）、だーさんなど。
地声は子供のような特徴のある声で、取材などでは声質について触れられることが多い。主に幼女、少女役を担当することが多い。
非常に笑い上戸で明るい性格。天然な性格と奇怪な言動に人気があり、バラエティ番組などへの顔出し出演も多いが、突拍子もない発言を繰り返し、後にそれらの言動は「金朋地獄」とも評されている（公式ブログのタイトルもこれに由来）。日本テレビの深夜バラエティ番組『ナカイの窓』では「ムダに明るい人達」の1人として登場した。

### 趣味・嗜好
- 食べることが大好きであり、特に肉料理、スイーツ、寿司、ジャガイモ、酒などには目がない。寿司に至っては、1回で80貫はいけるという大食いで、寿司ネタはウニが大好物[24]。また、思春期の頃はキュウリばかりよく食べていた[25]。
- 好きな異性のタイプについて坂口憲二、織田裕二、ペ・ヨンジュンなどを挙げている[26]。
- テレビアニメ『アルプスの少女ハイジ』について、子供の頃によく観ていたうえ、「ハイジに憧れて声優になった」と言うほど思い入れのある作品と語っている[27][28]。
- 料理はあまり得意ではないが、「クロマニョン」なる創作料理が唯一の得意料理。炒めたネギやタコなどの具材に水で溶いた小麦粉を加えウインナーをあしらったもので、5段階の硬さがある[29]。
- かぶりもの好きで50点以上のコレクションがあり、自宅では常に身につけ家事などをこなし、外出時にもかぶる。トイレでは地蔵、キュウリを食べるときには河童、夜の生活のときにはマリリン・モンローと行動に応じてかぶりわけているとのこと[30][31]。

### エピソード
- 30代の時、居酒屋での注文の際、運転免許証などの身分証明書を見せるまで、成人と信じてもらえないことがたびたびあったという[32]。
- 番組などでは、147.7 cmという身長について、「母も祖母も自分より身長が低く、金田家では背が高い方」だという。さらに「母の方が声が高いため、母親とケンカをすると2人とも声が似ているから、言い争っているとどっちが喋っているか解らなくなる」「家族全員自分のような声で、家族みんなでヘリウムガスを吸っても変化が今ひとつ判らないので盛り上がりに欠けます」などと語っていた[33]。
- 『グローランサーIV』に使い魔D-LN型レミィの声をあてた際、マスターボイスデータをPlayStation 2の音声フォーマットに変換する時に、金田のボイスの箇所だけ異常なノイズが発生した。製作スタッフが原因を調べた結果、金田の声には人間の耳の可聴域を超えた20 kHz（キロヘルツ）超の超音波が含まれており、その部分が音声変換ソフトにノイズとして認識されていたことが判明した[34]。
- 2014年6月16日フジテレビ系のバラエティ番組『ジャネーノ!?』で、収録日前日の41歳の誕生日のビデオを披露した。バースディケーキならぬ大好きなチキンを41本、24時間で食べきるゲームをスタートするも結局33時間も掛かってこのゲームは失敗に終わった[35]。

## 声優として
- 自分の担当したキャラクターの声の確認のために、ミキシングに立ち会うといった仕事熱心な面も見せている[36]。
- 2005年の元日に本来のメインパーソナリティーである浅野が、番組を休んでイタリア旅行に行ったため、『A&G 超RADIO SHOW〜アニスパ!〜』のパーソナリティーを務めた（ただし生放送ではなく録音番組だった）。
- MAPLUS ポータブルナビ3に提供したキャラクター音声データが壊れていることがデータ発売の翌日になって判明し、データの差し替えが行われた[37][注 3]。

## アスリートとして
（公式大会以外でのバラエティー含む）
- 2012年初め頃からマラソン挑戦を開始。
- 2012年2月4日「ひとり横浜マラソン」と称して自分でゼッケンを作りハーフマラソンを走った[38]。
- 2012年10月7日、青森県で行われた第10回弘前・白神アップルマラソンに参加し、42.195 km（キロメートル）を4時間31分34秒のタイムで完走[39][40]。
- 2014年11月9日、いびがわマラソン2014に参加し、42.195 kmを3時間59分40秒で完走[41]。いわゆる「サブ4」（＝フルマラソン4時間切り）を達成した。
  - いびがわマラソンは高低差が127 m（メートル）ありアップダウンも多く「大変厳しいコース」と言われている。NHK教育テレビの番組『3か月でフルマラソン 〜めざせ!サブ4〜』での番組連動チャレンジ企画となっており、番組ゲストの高橋尚子に「このいびがわマラソンでサブ4ならば、どこでも通用する」とお墨付きをもらった。なお、ゴール後一声目に言った言葉は「テキスト（番組のテキスト本）これで売れるよね〜?」だった。
- 2015年4月4日、TBSテレビ『オールスター感謝祭'15春』のコーナー「赤坂5丁目ミニ駅伝」にて炎の体育会TVチームとして出走し優勝。これ以降、ほぼ毎回「赤坂5丁目ミニマラソン」の一般女子枠で出走を続けている。
- 2015年4月19日、「チャレンジ富士五湖 FUJI 4 LAKESの部（女子）」に参加。13時間55分33秒の記録で100 kmの完走に成功し、認定証とメダルを貰った。
- 2016年1月9日、『土曜スペシャル 北陸三県縦断 激走!300キロ 道の駅駅伝6』にてアンカー走者として参加。水沢アリー：75.5 km、小島よしお：94.5 kmという状況で、スタッフも完走はあきらめている中、残りの130 kmを走りきった。

## プロレスとのかかわり
- 2025年2月、同じ声優が所持していた稲田徹を倒しアイアンマンヘビーメタル級王座を獲得[42]。1727代王座となる。同日稲田徹に奪い返される。

## 出演
太字はメインキャラクター。

### テレビアニメ
2000年
- Sci-Fi HARRY（ターニャ、ミーシャ）
- 週刊ストーリーランド（子供3）
- ちびまる子ちゃん（2000年 - 2005年、女の子、石川えり子）
- BARRY PARTY（ピロル・キッチュ）
- Blue Gender（女の子）
- 無敵王トライゼノン（牧之原恵那）

2001年
- 犬夜叉（子供）
- X-エックス-（マミ、夏澄火煉〈幼小〉）
- カスミン（阿部ユリ、偽ユリ）
- GEAR戦士電童（オペレーターC）
- 機動天使エンジェリックレイヤー（幼稚園児B）
- ゴーゴー五つ子ら・ん・ど（ぼたん）
- ココロ図書館（岡嶋朱葉）
- デジモンテイマーズ（2001年 - 2002年、クルモン）
- ののちゃん（ななちゃん）
- 花右京メイド隊（2001年 - 2004年、シンシア＝ランドラヴィジャー、グレース、メイド(3)） - 2シリーズ

2002年
- あずまんが大王（美浜ちよ、第22話の原画の一部も担当）
- おねがい☆ティーチャー（まりえ）
- キディ・グレイド（カノエ）
- 七人のナナ（メリー・ルー、女生徒C）
- 十二国記（玉葉）
- 電光超特急ヒカリアン（ユリ、マリ）
- 天地無用! GXP（福ちゃん）
- 東京ミュウミュウ（本条みわ、ヘイチャ、幼稚園児）
- ぷちぷり*ユーシィ（ベルベル）
- ボンバーマンジェッターズ（2002年 - 2003年、シロボン、シロボン？）
- まほろまてぃっく 〜もっと美しいもの〜（田中佳美）
- ONE PIECE（2002年 - 2009年、チップ、子供、子供のサンダーソニア）

2003年
- エアマスター（乾蓮華）
- おねがい☆ツインズ（まりえ）
- ガラクタ通りのステイン
- コロッケ!（バンキング）
- それいけ!アンパンマン（2003年 - 2008年、ドロロンくん〈2代目〉、パインちゃん〈4代目〉）
- 探偵学園Q（遠矢邦子）
- D・N・ANGEL（幼少の丹羽大助）
- フルメタル・パニック? ふもっふ（ボン太くん）
- ポポロクロイス（パーニャ）
- らいむいろ戦奇譚（2003年 - 2005年、蒼糸） - 2シリーズ

2004年
- GIRLSブラボー シリーズ（2004年 - 2005年、えび） - 2シリーズ
- ギャラクシーエンジェル（第4期）（ワラワラ星人）
- ケロロ軍曹（2004年 - 2010年、ラビー、おラビ、子供達）
- せんせいのお時間（サッカーボール）
- W〜ウィッシュ〜（藤枝彩夏）
- 超変身コス∞プレイヤー（イン&ヨウ）
- ドラえもん（テレビ朝日版第1期）（女の子）
- B-伝説! バトルビーダマン（2004年 - 2005年、燕ツバメ、スリーにゃみーごズC） - 2シリーズ
- 光と水のダフネ（アンディ）
- ボボボーボ・ボーボボ（2004年 - 2005年、田楽マン）
- まっすぐにいこう。（ショコラ）
- MADLAX（レティシア）
- MONSTER（ローゼマリー）

2005年
- AIR（志野さいか、志野まいか）
- エンジェル・ハート（幼少の香瑩）
- おでんくん（キャンディー、ジロー、キラキラちゃん、月ウサギ、プッチ、うずら）
- 機動新撰組 萌えよ剣 TV（玄武）
- ともだちなんだもん! 〜コウモリのステラルーナ〜（フリッター）
- はっぴぃセブン 〜ざ・テレビまんが〜（猩々）
- ポケットモンスター アドバンスジェネレーション（ピィ）
- まじめにふまじめ かいけつゾロリ（モジちゃん）

2006年
- アクビガール（アクビ）
- 鍵姫物語 永久アリス輪舞曲（双子のアリス）
- 陰からマモル!（三矢亜実）
- 神様家族（ルル〈幼少期〉）
- つよきす Cool×Sweet（西崎紀子）
- 出ましたっ!パワパフガールズZ（ピーチ）
- 貧乏姉妹物語（山田あす）
- ふしぎ星の☆ふたご姫 Gyu!（2006年 - 2007年、ピュピュ）
- BLACK LAGOON The Second Barrage（グレーテル）
- ぽかぽか森のラスカル（リン）
- 魔界戦記ディスガイア（コガネスキー）
- マジカノ（吉川冬乃）
- ラブゲッCHU 〜ミラクル声優白書〜（黄きよか）
- 錬金3級 まじかる?ぽか〜ん（宇宙人まり&りえ）

2007年
- エル・カザド（ホアキン）
- がくえんゆーとぴあ まなびストレート!（SDキャラ）
- スケッチブック 〜full color's〜（ミケ）
- 瀬戸の花嫁（女将）
- 戦争童話集シリーズ ふたつの胡桃（健太）
- sola（神河繭子）
- 爆丸バトルブローラーズ（ネネ）
- BLEACH（ネリエル・トゥ・オーデルシュヴァンク〈ネル・トゥ〉）
- Myself ; Yourself（織部麻緒衣、アニメピンク）
- Master of Epic The Animation Age（エルモニー・女 / ワラゲピンク 他）
- もえたん（なーくん、脚本家）
- やっとかめ探偵団（山下夏美）
- ロビーとケロビー（ポットちゃん）

2008年
- イタズラなKiss（入江琴美）
- クレヨンしんちゃん（2008年 - 2015年、男の子、園児A、インコ）
- ねぎぼうずのあさたろう（幼いお菊）
- はたらキッズ マイハム組（ルッコ）
- 破天荒遊戯（子羊）
- ユメミル、アニメ「onちゃん」（2008年 - 2010年、てんこちゃん、ぐち） - 2シリーズ
- ライオンになりたいネコ（ビィ）

2009年
- あたしンち（田中）
- アラド戦記〜スラップアップパーティー〜（ミネルバ）
- おじゃる丸（バタ子、プーちゃん）
- 川の光（チッチ）
- ゲゲゲの鬼太郎（第5作）（浪小僧）
- ご姉弟物語（やまとくるみ）
- シャングリ・ラ（水蛭子）
- ドラえもん（テレビ朝日版第2期）（2009年 - 2012年、妹〈幸子〉、ポン、チカ）
- ハヤテのごとく!!（鷺ノ宮銀華）
- ヒゲぴよ（ギャルぴよ）
- ファイト一発!充電ちゃん!!（ビッチくん、ちぃ子）
- メジャー シリーズ（2009年 - 2010年、茂野ちはる） - 2シリーズ

2010年
- たまごっち!（2010年 - 2014年、テルリン） - 3シリーズ
- デュエル・マスターズ クロスショック（レッピ）
- ハートキャッチプリキュア!（デザトリアン）

2011年
- これはゾンビですか?（妄想ユー、プリンメガロ）
- デジモンクロスウォーズ 〜悪のデスジェネラルと七つの王国〜（ルカ）
- トリコ（2011年 - 2013年、ウォールペンギンの子ども〈ユン〉、子供、女）
- NARUTO -ナルト- 疾風伝（ナホ）

2012年
- アニメ おしりかじり虫（2012年 - 2015年、おしりかじり虫18世） - 4シリーズ
- アドリブアニメ研究所（五十鈴）
- エリアの騎士（逢沢駆〈幼少〉）
- 織田信奈の野望（蜂須賀五右衛門）
- 黒魔女さんが通る!!（宮瀬小夜子）
- シャイニング・ハーツ 〜幸せのパン〜（ソルベエ）
- しろくまカフェ（女の子アナグマ）

2013年
- 絶対防衛レヴィアタン（ナレーション、ヘケト）
- HUNTER×HUNTER（第2作）（ポットクリン）
- よんでますよ、アザゼルさん。Z（サルガタナス）
- ルパン三世 princess of the breeze 〜隠された空中都市〜（ラーム）

2014年
- オレカバトル（ケロゴン）
- スペース☆ダンディ（033H）

2015年
- おくさまが生徒会長!（2015年 - 2016年、若菜みさと） - 2シリーズ
- ジュエルペット マジカルチェンジ（卑弥呼）
- FAIRY TAIL（ケモケモ）

2016年
- カミワザ・ワンダ（モモちゃん）
- この素晴らしい世界に祝福を!（キャベツ達）
- ナースウィッチ小麦ちゃんR（アクビ怪人）
- パズドラクロス（2016年 - 2018年、タマゾー、先代タマゾー）

2017年
- けものフレンズ（2017年 - 2019年、トキ） - 2シリーズ
- キノの旅 -the Beautiful World- the Animated Series（羊C）

2018年
- ポプテピピック（2018年 - 2021年、ポプ子〈第5話Aパート / 再放送・リミックス版第9話Aパート〉）
- 邪神ちゃんドロップキック（マンドラゴラ）
- マンガでわかる! Fate/Grand Order（女主人公、男主人公）

2019年
- ぱすてるメモリーズ（ちょっぴー）
- 不機嫌なモノノケ庵 續（ケシ）
- GO!GO!アトム
- パズドラ（2019年 - 2020年、タマゾー）

2020年
- 群れなせ!シートン学園（氷下マン）
- プリンセスコネクト！Re:Dive（プチコ）
- かいじゅうステップ ワンダバダ（ガッちゃん）

2021年
- KICK&SLIDE（ピピポ）
- せいぜいがんばれ!魔法少女くるみ（デビるんママ）

2022年
- 4人はそれぞれウソをつく（マスクマ、ネックレスがホックに絡まった女性、宇宙怪獣チーズ、マスクマ〈女子〉、フクちゃン、胞子）
- BLEACH 千年血戦篇（ネル・トゥ）

2023年
- 魔術士オーフェンはぐれ旅 聖域編（銀月姫）
- 秘密厩舎 馬の蹄 〜鷹の爪外伝〜（金田牧場子） - 2シリーズ

2024年
- 貼りまわれ!こいぬ（デー子、柴犬） - 2シリーズ
- 即死チートが最強すぎて、異世界のやつらがまるで相手にならないんですが。（壇ノ浦もこもこ）
- 君は冥土様。（勝田福）

2025年
- 妖怪学校の先生はじめました!（マンドラ警察官1）

### 劇場アニメ
2001年
- あずまんが大王 THE MOVIE（美浜ちよ）
- デジモンテイマーズ 冒険者たちの戦い（クルモン）
- BLUE REMAINS（アマミク〈子供時代〉）

2002年
- デジモンテイマーズ 暴走デジモン特急（クルモン）

2006年
- 銀色の髪のアギト（ゼールイ）
- 超劇場版ケロロ軍曹（ラビー）
- デジモンセイバーズ 3D デジタルワールド 危機イッパツ！（クルモン）
- BLUE GENDER THE WARRIOR（ユン）

2007年
- Genius Party「夢見るキカイ」（火の子、赤ちゃん）
- ねずみ物語 〜ジョージとジェラルドの冒険〜（ビント）

2008年
- クレヨンしんちゃん ちょー嵐を呼ぶ 金矛の勇者（キンキン）
- 超劇場版ケロロ軍曹3 ケロロ対ケロロ天空大決戦であります!（ラビー）

2009年
- きかんしゃ やえもん（チョビ）

2010年
- 映画 ハートキャッチプリキュア! 花の都でファッションショー…ですか!?（デザトリアン）

2011年
- 映画 プリキュアオールスターズDX3 未来にとどけ! 世界をつなぐ☆虹色の花（デザトリアン）

2012年
- わすれなぐも（娘蜘蛛）

2014年
- パロルのみらい島（アン）
- ピカチュウ、これなんのカギ?（ジラーチ）

2015年
- 映画かいけつゾロリ うちゅうの勇者たち（怪獣）
- 映画 Go!プリンセスプリキュア Go!Go!!豪華3本立て!!! パンプキン王国のたからもの（プウ）
- 天才バカヴォン〜蘇るフランダースの犬〜（レスター）

2016年
- 鷹の爪8 〜吉田くんのX（バッテン）ファイル〜（チュパカブラ）

2017年
- DCスーパーヒーローズ vs 鷹の爪団（マンドラゴラ）

2018年
- TIME DRIVER 僕らが描いた未来（ダークマター）

2024年
- クレヨンしんちゃん オラたちの恐竜日記（ヨウ）

### OVA
2000年
- 伝心 まもって守護月天!（長沙、子供）

2001年
- DVDシングルアニメーション 花右京メイド隊（シンシア＝ランドラヴィジャー、グレース）

2002年
- BLUE GENDER THE WARRIOR（ユン）

2003年
- おねがい☆ティーチャー Reminiscenceディスク（まりえ）
- 機動新撰組 萌えよ剣（玄武）
- 天地無用!魎皇鬼 第三期（福）

2004年
- Re:キューティーハニー（高橋真弓）
- グローランサー〜新たなる伝説〜（使い魔D-LM型レミィ）
- らいむいろ戦奇譚 南国夢浪漫（蒼糸）

2005年
- きらめき☆プロジェクト（2005年 - 2006年、リンクル）
- デジタルジュース table & fishman（Mini Prince）

2006年
- タイガードラマ（子供）

2007年
- ドラえもんといっしょ てあそびいっぱい（園児）
- ゆめだまや奇談（バク）

2008年
- 瀬戸の花嫁OVA（猿飛悟）
- 星の海のアムリ（うかたん（♀））
- やなせたかしメルヘン劇場 もりのヒーロー ハリーとマルタン（コロちゃん）

2009年
- 魔法先生ネギま! 〜もうひとつの世界〜（電子精霊A）

2010年
- ONE PIECE FILM STRONG WORLD EPISODE:0（ボア・サンダーソニア〈幼少期〉）

### Webアニメ
- SOS TV ワルプルギスナイトフィーバー（2010年、キャロット[82]）※携帯サイト「ゲッキン」
- 神撃のバハムート（2014年、ベビーフェルパー[83]）
- プロン党二代目党首 吉田の大発表!（2015年、秘書・金田）
- ルナたん 〜1万年のひみつ〜（2017年、トリイルカ[84]）
- テイコウペンギン（2021年、カーバンクル）
- モモウメ学園 / OL編（リフォーム後）（2021年 - 2022年、モモ[85][86]） - 2シリーズ
- 伊藤潤二『マニアック』（2023年、引摺みさ子[87]、コロン / ギャロン[88]）

### ゲーム
2001年
- デジモンテイマーズ バトルエボリューション（クルモン）

2002年
- アイドル雀士R 雀ぐる★プロジェクト（長谷まろん、マロリン）
- あずまんがドンジャラ大王（美浜ちよ）
- 封神演義2（花鈴）
- ボンバーマンジェッターズ（シロボン）
- Milky Season（宇佐美ゆん）

2003年
- あずまんが大王アドバンス（美浜ちよ）
- いくねこ（あさひなりん）
- ガチャろく2〜今度は世界一周よ!!〜（カエルメス）
- グローランサーIV（使い魔D-LM型）
- 白詰草話 -Episode of the Clovers-（沙友）
- SNOW（若生桜花）
- ドリームミックスTV ワールドファイターズ（ボンバーマン）
- 夏夢夜話（青海綾香）
- まほろまてぃっく☆あどべんちゃー（田中佳美）

2004年
- ネットでボンバーマン（ボンバーマン）
- ワリオワールド（玉乗りロージー）
- コロッケ! バン王の危機を救え（バン王）
- SIMPLE2000シリーズ THE カメラ小僧（森園ひなの）
- W〜ウィッシュ〜（藤枝彩夏）
- D→A:WHITE（セリア・アーレンクライン）
- ボボボーボ・ボーボボ 爆闘ハジケ大戦（田楽マン）
- ポポロクロイス 月の掟の冒険（パーニャ）

2005年
- キャッスルファンタジア〜エレンシア戦記〜 プラスストーリーズ（マリー＝ヤン）
- ケロロ軍曹 メロメロバトルロイヤルZ（ラビー）
- シャイニング・フォース ネオ（チキティータ）
- 天外魔境III NAMIDA（トンカラリン）
- ボボボーボ・ボーボボ 脱出!!ハジケ・ロワイヤル（田楽マン）

2007年
- ケロロ軍曹 演習だヨ!全員集合パート2（ラビー）
- ディアピアニッシモ ルフラン（菊宮舞衣）
- BLEACH 〜ヒート・ザ・ソウル4〜（ネル・トゥ）
- Myself ; Yourself（織部麻緒衣）
- マリン☆マリン ミナミハコフグと珊瑚礁の仲間達（ミナミハコフグ）

2008年
- 風のクロノア door to phantomile（カラル、Soldier）※Wii版
- ゲットアンプド2（パンパース博士）
- StreetGears（ティッピー）
- テイルズ オブ ハーツ（コランダーム）
- BLEACH バーサス・クルセイド（ネリエル・トゥ・オーデルシュヴァンク）
- BLEACH 〜ヒート・ザ・ソウル5〜（ネル・トゥ / ネリエル・トゥ・オーデルシュヴァンク）
- ルニア戦記（デイシー）

2009年
- サモンナイトX 〜Tears Crown〜（ムームー）
- BLEACH 〜ヒート・ザ・ソウル6〜（ネル・トゥ / ネリエル・トゥ・オーデルシュヴァンク）
- Myself ; Yourself それぞれのfinale（織部麻緒衣）

2010年
- Another Century's Episode:R（ボン太くん）
- Angelic Crest（フローラ）
- CR花札物語（スミレ）
- シャイニング・ハーツ（ソルベエ）
- 武装神姫 BATTLE MASTERS（蓮華）
- マリオスポーツミックス

2011年
- ファントムブレイカー（フィン）

2012年
- 鬼武者Soul（伊達愛、徳川千、立花誾千代 他）
- 幻想水滸伝 紡がれし百年の時（ムーイー）
- トリコ グルメサバイバル!2（子ウォールペンギン）
- ルーンファクトリー4（娘）

2013年
- 青春姫 SCHOOL PRINCESS（花畑みさお）
- テイルズ オブ ハーツ R（コランダーム）
- トリコ グルメガバトル!（ユン）
- ファントムブレイカー: エクストラ（フィン）
- 嫁コレ（蜂須賀五右衛門）

2014年
- ウチの姫さまがいちばんカワイイ（黒迷姫 アリス・シュヴァルツ）
- 鬼武者Soul カードラッシュ
- 幻獣姫（ケルベロス）
- 神撃のバハムート（ベビーフェルパー）
- 第3次スーパーロボット大戦Z 時獄篇 / 天獄篇（2014年 - 2015年、ボン太くん） -  2作品
- ToHeartハートフルパーティ（花澤玲亜）
- 82Hブロッサム（粕谷美羽）

2015年
- スクール オブ ラグナロク（スターコック）
- 魔法少女（仮）（鬼集院菊千代）
- メイデンクラフト（鬼集院菊千代）
- 白猫プロジェクト（タコパス・オクトーバー）
- ファンタシースターオンライン2es（モア）

2016年
- Shadowverse（ベビーフェルパー、熟達の調教師）
- スカルガールズ 2ndアンコール（ピーコック）
- 誰ガ為のアルケミスト（カグラ）

2017年
- キングダム ハーツ HD 2.8 ファイナル チャプター プロローグ（チリシィ）
- スーパーロボット大戦V（ボン太くん）

2018年
- フルメタル・パニック！ 戦うフー・デアーズ・ウィンズ（ボン太くん）
- 共闘ことばRPG コトダマン（2018年 - 2021年、トキ、田楽マン）
- 勇者ネプテューヌ 世界よ宇宙よ刮目せよ!! アルティメットRPG宣言!!（出田すらら）

2019年
- キングダム ハーツIII（チリシィ）
- けものフレンズ3（トキ）

2020年
- キングダム ハーツ メロディ オブ メモリー（チリシィ）
- ブレイブソード×ブレイズソウル（菌王キノコリオンヌ）
- ファンタシースターオンライン2es（ヨーグリースピア）
- ボンバーガール（シロン）
- ぷよぷよ!!クエスト（2020年 - 2022年、カーバンクル〈2代目〉）
- ぷよぷよテトリス2（カーバンクル）
- 武装神姫 アーマードプリンセス バトルコンダクター（蓮華）

2021年
- ファンタジア・リビルド（ボン太くん）

2022年
- 原神（ドリー）

2023年
- CUSTOM MECH WARS -カスタムメックウォーズ-（カスタムボイス：暴走AI / アビー〈特殊AI〉）

2024年
- 戦国†恋姫オンライン〜奥宴新史〜（蜂須賀五右衛門）
- 勝利の女神:NIKKE（チャイム）
- 魔導物語 フィアと不思議な学校（カーバンクル）

2025年
- BLEACH Rebirth of Souls（ネル・トゥ）

### ドラマCD
- あそびにいくヨ!1（ルーロス）
- アベノ橋ドラマティック☆商店街 一丁目（夕比奈にっける）
- 1年777組（小原ちょこ）
- 妹といっしょに眠れるCD（はるな[108]）
- W〜ウィッシュ〜（藤枝彩夏）
- AIR 第1・8巻（しのさいか）
- MC☆あくしず ドラマCD「美少女兵器 F-Xは俺の嫁!」（F-35A ライトニングたん）
- 織田信奈の野望（蜂須賀五右衛門）
- お姉ちゃんの3乗（デビル）
- からっと!（ユニ）
- キャラメル! ポリスアカデミー その1 - 2（フクラマシノフ・ガムノスフキー所長）
- ケロロ軍曹 宇宙でもっともギリギリなCD第2巻（ラビー）
- しにがみのバラッド。EP（ルーシィ、赫い眼のうさぎ、クロエ・ヴレヴァル、チアフルチャーマークロエ）
- しゅらばら!（大船朋）
- 白アリッッ（ネムリネズミ）
- SNOW 〜スノー〜 第1 - 2巻（若生桜花）
- ソード・ワールド へっぽこーずドラマCD（チビーナ）
- タイガーサマー（子供）
- 戦え・生徒会!! Vol.1 - 2（新見霞）
- タビと道づれ（トト）
- できちゃった男子シリーズ（小比企寿衣留）
  - できちゃった男子 ハネムーン編
  - できちゃった男子 ハングリー編
  - できちゃった男子 波留日編
  - できちゃった男子 波留日のカレシ編
- 東京★イノセント（白坊主）
- NEEDLESS（未央）
- 眠れないCDシリーズ Vol.4「ヤンデレの女の子に死ぬほど愛されて眠れないCDぎゃーーーっ！」（ナナ）
- 這いよれ! ニャル子さん ドラマCD（シャンタッ君）
- はっぴぃセブン 1・2（猩々）
- 花右京メイド隊 La Verite ドラマCD もーにんぐ編、あふたぬーん編（シンシア＝ランドラヴィジャー、グレース）
- ぱにぽに セカンドシーズン Vol.3（藤宮円）
- 遙かなる時空の中で 八葉みさと異聞 弐〜譲葉の巻〜（子供）
- ドラマCD P.S.すりーさん（ふぁみこんおばあさま）
- ひなどりGIRL Vol.1・2（サリー1号）
- FOOKIES E1（徳川安姫）
- Prologue of sola（神河繭子）
- 僕は妹に恋をする 1・2（幼い郁）
- xxxHOLiC オリジナルドラマCD「シミヌキ」（小百合〈女の子〉）※コミックス13巻初回限定版特典
- ドラマCD 幻想水滸伝II（ムクムク）
- まーぶるインスパイア（みりき）
- みずほ先生のはちみつ授業 ドラマアルバム Vol.1 - 4（まりえ）
  - みずほ先生とはちみつツインズ ドラマアルバム1 - 3時間目（まりえ）
  - おねがい☆ツインズ外伝ドラマアナザーストーリー Vol.1 おねがい☆フレンズ（まりえ）
- まもって守護月天!再逢 Drama CD 1 - 3（長沙）
- みずたまぱにっく。 -This is MIZUTAMASHIRO!!-（チビリ）
- 蜜月のケダモノ（珠麗）
- Milky Season（宇佐美ゆん）
- めろんちゃんドラマCD〜めろん奮闘記〜 vol.1 - 2（れもん）
- やさしい竜の殺し方 外伝2（セファイド〈子供〉）
- やっぱり劇場不連続三姉妹物語（ともこ）
  - やっぱり劇場やや連続魔女っ子三姉妹物語（ともこ）
- らいむいろ戦奇譚 SP1 - 2（蒼糸）
  - らいむいろ流奇譚X〜恋、教ヘテクダサイ。〜オリジナルドラマ 式神温泉みつごの湯（蒼糸）
- 落花流水（霜月真冬）
  - 落花流水 バラエティCD（霜月真冬）
- ルーンプリンセス イメージアルバム Vol.1（アナスターシャ・チリエスカヤ）
- Rozen Maiden-ローゼン・メイデン-（雛苺）
- ボンバーマンジェッターズ『第53話 帰ってきたジェッターズ』（シロボン）

### 吹き替え

#### 映画
- アイ・アム・サム（ルーシー・ダイアモンド・ドーソン）
- インセプション（ジェームズ[109]）※テレビ朝日版
- 幼なじみ（少女クリム）
- 機械じかけの小児病棟（マギー）
- キス・オブ・ザ・ドラゴン（イザベル）
- シックス・デイ（シンディ人形）※テレビ版
- スター・ウォーズ/イウォーク・アドベンチャー 勇気のキャラバン（シンデル）※DVD版
- スター・ウォーズ/イウォーク・アドベンチャー 決戦！エンドアの森（シンデル）※DVD版
- スタンドアップ（カレン・エイムズ）
- 名もなきアフリカの地で（レギーナ）
- バンディッツ（エリカ・ミラー）
- ホーム・アローン5（メイソン）
- マスク2（アルヴィー）
- 未知との遭遇〜特別編〜（バリー）
- ワンス・アンド・フォーエバー（娘）

#### 海外ドラマ
- WITHOUT A TRACE/FBI 失踪者を追え!（ケイト）
- クリミナル・マインド5 FBI行動分析課（ジョディ・ハチェット）
- CSI:2 科学捜査班（ジェシカ）
- シークレット・アイドル ハンナ・モンタナ（アンジェラ）#47
- ビクトリアス（デイジー）
- 4400 未知からの生還者（マイア・ラトリッジ）
- 楽園の女（小さな子#1）

#### 国内ドラマ
- オルトロスの犬 第4話（アニメシーン吹き替え 妹役）

#### テレビ番組
- セサミストリート（ベビー・ナターシャ、ギャビー）※テレビ東京版、DVD版

#### アニメ
- アドベンチャー・タイム（キュートキング）
- バービーのラプンツェル 〜魔法の絵ふでの物語〜（メロディ）
- ポンポン ポロロ（クロン）
- リトル・レッド レシピ泥棒は誰だ!?（クウィル）
- リロ・アンド・スティッチ（ビクトリア）

### CM
- ちゃまもり（ナレーション） - エンスカイ
- ボンバーマンジェッターズ（シロボン） - テレビ東京系
- ボンバーマンジェッターズ〜伝説のボンバーマン〜（シロボン） - ハドソン
- ボンバーマンジェッターズ（シロボン） - ハドソン
- スーパーロボット大戦J（ボン太くん）
  - バンプレスト（ボン太くんオンリーバージョンも存在するが、TV未放送。このバージョンは公式サイトでのみ見ることができる）
- 外国人の女の子（吹き替え） - イムハウス
- 「ゴーゴーイコー667!」キャンペーン（AT-X：2013年2月）移行部長
  - スカパー!標準画質の「アニメシアターX（AT-X）」（Ch.729）放送終了にともなう、スカパー!プレミアム（Ch.667）への移行促進のためのキャンペーンCM[110][111]。
- 「ストップ!温暖化」ラジオCM（ナレーション） - 日本民間放送連盟
- ブルボン「『プチ』シリーズ」期間限定編（2017年、歌ならびにラジオCMに「元社員」の肩書で出演）
- グリコWEB CM 金田朋子＆森渉 夫妻『プッチンプリン愛情の法則』 2017年
- コミックシーモア（2021年、顔出しで木村昴と共演）

### ナレーション
2001年
- SmaSTATION!!（2001年10月13日 - 2017年9月23日、テレビ朝日）「CMまで5秒前」ナレーション担当

2008年
- もりすぎ★パンチ（2008年4月 - 2009年4月、東海テレビ）

2009年
- SmaSTATION!!Presents SMAP☆がんばりますっ!!（2009年1月31日、テレビ朝日）
  - 「VTRまで5秒前」ナレーション担当

- あにてれ アニソンぷらす（2009年9月14日、テレビ東京）

2012年
- 大!天才てれびくん（2012年9月27日、NHK Eテレ）ゲスト（おしりかじり虫18世）
- おしりキッズ（2012年10月7日 - 2013年9月15日、NHK BSプレミアム）MC（おしりかじり虫18世）
- アニソンぷらす（2012年12月17日、テレビ東京、びわ湖放送、テレビドガッチ）

2013年
- SMAP☆がんばりますっ!!2013（2013年4月14日、テレビ朝日）「VTRまで5秒前」等ナレーション担当

2014年
- ザキ山小屋（2014年10月10日 - 、朝日放送） - だらぼっちの声

2015年
- 日曜ビッグバラエティ「全日本撮れちゃいました大賞」（2015年7月12日・11月15日、テレビ東京）

2017年
- 世界で笑いと驚きが起きた瞬間200連発!（2017年12月23日、日本テレビ）

### テレビドラマ
- ロボやん（2012年5月2日 - 10月24日、チバテレビ） - 野口朋子役
- 大全力失踪 第3回（2019年4月21日、NHK BSプレミアム） - 観光案内所受付 役
- ポリス×戦士 ラブパトリーナ!（2020年7月26日 - 、テレビ東京） - サーたん 役
- 声優探偵 第3話（2021年3月20日、テレビ東京） - 本人役

### テレビ番組
※はインターネット配信。
2002年
- 金田朋子のコミックマスター 朋ちゃんねる（itv24※）レギュラー

2003年
- 明日は明日の朋ちゃんねる（2003年1月18日 - 2006年2月27日、itv24※）レギュラー

2004年
- 金田朋子のミニミニミクロ校内放送（2004年3月29日 -、モバイル文化放送※）レギュラー
- starchat.tv（2004年4月14日 - 2008年9月23日、タッチプランニング※）年10回程度出演
- 金田朋子ができましたぁ〜生!（2004年4月 - 2012年12月、声優グランプリモバイル→声優グランプリV※）レギュラー
- 金田朋子のミニミニミクロに毛が生えた?!（2004年6月 - 2008年1月、AT-X）レギュラー

2006年
- マジバナ（AT-X）MC（全5回）

2008年
- 金田朋子・保村真のエアラジオに毛が生えた?!（2008年1月 - 2011年7月26日、AT-X）レギュラー
- おしゃべりやってまーす金曜日（→第6放送 ）バンブーチャンネル（2008年3月 - 2011年3月、K'z Station※）レギュラー
- 金田朋子の日本語でおk（2008年6月 - 2009年3月、ねとすたネット番組※）レギュラー
- ファミ通TV（2008年7月 - 2010年9月、MOVIE GATE※）レギュラー

2009年
- SAVE THE FUTURE 川の光メイキング（2009年6月20日、NHK）チッチ役

2011年
- おしゃべりやってまーす増刊号（2011年5月 - 2012年5月頃、K'z Station※）MC
- 金田朋子・保村真のエアラジオON TV!（2011年8月 - 2016年7月、AT-X）MC
- 金朋タクシー（2011年10月 - 2012年3月、エンタ!371・Pigoo HD）MC

2012年
- 金朋声優ラボ（2012年4月 - 2015年3月、アイドル専門チャンネルPigoo）MC
- 地獄の沙汰も金朋次第!（2012年4月 - 2013年3月、Pigoo HD）MC

2013年
- 週刊リノバンク（2013年5月31日 - 2014年1月24日、リノバンク※）金田編集長

2015年
- おはスタ（2015年12月4日・7 - 11日、テレビ東京）カネトモ博士

2016年
- 金田朋子・野島裕史の同い年、はじめました。（2016年7月26日 - 2018年4月3日、AT-X）レギュラー

2018年
- NHK短歌 題「薄」 選者:真中朋久（NHK教育テレビ 2018年11月11日） ゲスト
- 声優と夜あそび（2019年4月9日 - 、AbemaTV）※火曜パーソナリティ

2020年
- まっちゃんねる（2020年10月24日、フジテレビ）女子メンタル出演

2021年
- ドキュメンタル番外編 女子メンタルfromまっちゃんねる（2021年、Amazonプライム・ビデオ※）シーズン1出演
- Aマッソのがんばれ奥様ッソ!（2021年12月27日・28日、BSテレ東）

### ラジオ
※はインターネット配信。
- ラジオどっとあい 金田朋子のミニミニミクロ幼稚園（2001年、文化放送インターネットラジオ※）
- ESアワー ラジヲのおじかん（2002年 - 2003年、東海ラジオ）
- 金田朋子のミニミニミクロ電子幼稚園（2002年 - 2004年、文化放送インターネットラジオ※）
- Club AT-Xやっぱりアニメが好き。（2002年 - 2004年、文化放送）
- 松来未祐と金田朋子のRADIOデコピンないと（2004年、ラジオ関西）
- 超・ULTRAスーパーマニア 新レディオウイッシュ団（2004年、文化放送）
- 金田朋子のミニミニミクロ電子幼稚園（2004年 - 2007年、文化放送インターネットラジオ※）
  - 『松来未祐と金田朋子のRADIOデコピンないと』・『超・ULTRA電脳学院★山桜ベイベー!』内ミニ番組
- DROPS senpercent（2004年、毎日放送）
- 松来未祐と金田朋子のRADIOデコピンないと2（2004年 - 2005年、文化放送）
- スーパーダッシュステーション 中原麻衣と金田朋子の熱ラジ。（2005年、音泉※）
- 金田朋子のミニミニミクロ宣伝会議（2005年 - 2006年、BSQR489※）
- にじちぅ? ぱれ〜ど♪（2006年、ラジオ大阪）
- 松来未祐と金田朋子のRADIO デコピンないと2.5（にーてんご）（2006年、文化放送）
- ぴくせる☆まりたん 平和維持らじお（2007年、音泉※）
- 松来未祐と金田朋子のRADIOデコピンないとSP（2007年、文化放送）
- 金田朋子・保村真のエアラジオ（2008年 - 2016年、超!A&G+※・BBQR※）
- 金田朋子のミニミニミクロ電子幼稚園（2008年、文化放送 A&G 超RADIO SHOW〜アニスパ!内での箱番組）
- 金田朋子のミニミニミクロ電子幼稚園（2008年、文化放送）
- 金田朋子のとびど〜ぐ（2009年、ホビボックス・ドラマCDP.S.すりーさん特設サイト※）
- ファイト一発! 充電ちゃん!! 天才・ぷらぐの元気が出るラヂオ!!（2009年 - 2010年、音泉※）
- 皆口裕子の野望（2009年 - 2010年、ホビボックス・ドラマCD織田信奈の野望特設サイト※）
- ドラマCD 這いよれ! ニャル子さんを10倍楽しく聴く方法!?おかわり（2010年、「ドラマCD 這いよれ!ニャル子さん」CLUBHOBi販売特典）
- にゃるラジ TheMovie（2011年、ホビボックス・ドラマCD這いよれ! ニャル子さんGX特設サイト※）
- グッチ裕三 今夜はうまいぞぉ! → グッチ裕三 朝からうまいぞぉ! → グッチ裕三（金田朋子）今夜はうまいぞぉ!（2013年 - 2021年、文化放送）アシスタント
- グッチ裕三 お昼もうまいぞぉ!（2013年4月29日、文化放送）パートナー
- 金田朋子 飛べ! サルバドール（2014年、文化放送）パーソナリティ[注 4]
- 金田朋子のオールナイトニッポンGOLD（2014年、ニッポン放送[注 5]）
- 吉田照美 飛べ! サルバドール（2014年 - 2016年、文化放送）飛び出せ! 子ザル 火曜リポーター[注 6]
- 金田朋子・野島裕史の同い年、はじめました。（2016年 - 2018年、超!A&G+※・AT-X）
- 金田朋子の超ラジR（2023年3月、超!A&G+※）

#### ラジオドラマ
- どらま de にじちぅ?（てぃる）（ラジオ大阪『にじちぅ? ぱれ〜ど♪』内）
- 悠幻の学び舎〜いもうと学園〜（璃呂）（KONAMI STATION『悠幻の学び舎Radio いもうと学園!おにいちゃん時間だよっ!』内）
- 報道特別番組 のんちゃんの靴下〜誰の記憶にも残れなかった子供たち（のんちゃん）（文化放送：2009年3月31日）
- 野に咲く花  -誰も死なない2-（芥川れもん）（音泉：2010年7月14日 - 8月25日）

### DVD
- 金田朋子とくばん。チョ〜気持ちいい、とことで。
- 金朋声優ラボ 1・2
- キャラメルアカデミーぷちっミュージカルDVD
- 苦情★真に受けTV
- 声優ドライブ旅 金朋タクシー 1・2・3
- 声優旅行社へようこそ。1泊2日でもがっつり遊べます！ 青二の売れっ子ですけど、何か？ SP IN 韓国
- 声優旅行社へようこそ2。1泊2日でもガツンと遊べます! 今回も青二の売れっ子があばれはっちゃけます! SP IN 台湾
- 地獄の沙汰も金朋次第! 1・2
- 天地無用!秘密鍋（えんたていめんと）
- ともこチャチャチャチャレンジ 完全保存版 Vol.1・2
- DROPS LIVE TOUR 2004“センセイ!DROPSはおやつに入りますかツアー”
- 花の声優界! スター☆ボウリング プロダクション対抗ゲキ投SP
- 花の声優界! スター☆ボウリング 新春から吠えて笑って大暴投SP
- 百歌SAY!RUN!
- らいむいろ戦奇譚スペシャルDVD『戦士の休息』
- ロボやん

### ユニット
- テレビアニメ『花右京メイド隊』キャラクターソングユニット花右京メイド隊（マリエル〈田中理恵〉、グレース〈金田朋子〉、イクヨ〈有島モユ〉、コノヱ〈平松晶子〉）
- 青二プロダクションの女性声優5名によるアイドルユニットDROPS
- 松来未祐との2人組ユニットSD☆Children

### 舞台
- ハートキャッチプリキュア! ミュージカルショー（2010年）デザトリアン役
- 劇団天然工房 「手術（オペ）ニモマケズ」 声の出演（2010年9月16日 - 9月20日）
- 劇団天然工房 「ピーチボーイズ」（2011年6月8日 - 6月12日）[114]
- 劇団6番シード 「ザ・ボイスアクター」 特別ゲスト出演（2011年11月18日）
- KOYA-MAP＋「アニソンぷらす」プレゼンツ 喝采＜アニソンミュージカルバージョン＞ 金田桃子役（2012年10月31日 - 11月4日）
- 妹尾Pファクトリー 苦情★真に受けTV AP役（2012年11月22日 - 24日）25日（千秋楽）のみ潘めぐみが代演

### その他
- 奏音トモ（カネトモ）「Windows100% 2011年11月号」（晋遊舎）[115]に付録された歌声合成ツールUTAU用音源[115]。
- MAPLUSポータブルナビ3 PSP用UMDソフトウェア GPS（カーナビ）ツール音声[116]
- 日本のおかず10選（テレビ朝日） - 街頭アンケート「初夏に食べたいおかず」にて、「コロッケとかー」と回答。
- フマキラーAダブルジェット “一発命虫”スペシャルページ（「一発命虫GAME」の音声）
- 金田朋子DX　 ケータイアレンジ（au、DoCoMo携帯電話対応のきせかえツール）（テレネット・ジェイアール株式会社〈現『株式会社アイロゴス』〉）2008/03/01配信開始[117]
- 美声時計
- 美声時計　bisei-tokei超カスタマイズカレンダー[118]
- ぱちんこCRハクション大魔王3 アクビ娘（アクビ）
- パチスロ快盗天使ツインエンジェル3（リリカ・アスタディール）
- パチスロ快盗天使ツインエンジェルBREAK（リリカ・アスタディール）
- ジージェネFRやってみた(金田朋子 篇) 　※ゲーム紹介動画のナレーション[119]
- 同人誌
  - 「ポテ朋ちゃん」（2002年） - 栗山桃実、落合祐里香と共にコミックマスター朋ちゃんねる（itv24）の企画として製作し、夏コミで自身販売。
  - 「小学朋年生」（2010年） - 南方郵便局の製作により、8月15日の夏コミで販売。
  - 「カネトレ　驚異のカネトモ流トレーニング」（2011年） - 12月31日の冬コミにてムゲンノホシゾラで販売。
- タカアンドトシの道路バラエティ!? バスドラ（テレビ朝日、2015年5月26日） -『むりやり同窓CAR（第2弾）』に、難波圭一、神谷明、堀川りょうと共に出演
- Fate/Grand Order Fes. 2018 〜3rd Anniversary〜（2018年7月28日・29日、イベントステージ） - 女主人公 役（声の出演[120]）
- Clock over ORQUESTA（2021年 - 、天馬六華（少年）[121]）
- 「ななもり」【MV】もりうさまーち/もりうさ CV（2023年6月23日）

## ディスコグラフィ

### キャラクターソング
| 発売日   | 商品名                                                                               | 歌 | 楽曲                                                                    | 備考                                                           |
| 2001年   | 2001年                                                                               | 2001年 | 2001年                                                                  | 2001年                                                         |
| -------- | ------------------------------------------------------------------------------------ | --- | ----------------------------------------------------------------------- | -------------------------------------------------------------- |
| 4月25日  | 花右京メイド隊の歌                                                                   | マリエル（田中理恵）、グレース （金田朋子）、イクヨ（有島モユ）、コノヱ（平松晶子）                                                                                    | 「花右京メイド隊の歌」                                                  | テレビアニメ『花右京メイド隊』オープニングテーマ               |
| 7月4日   | 花右京メイド隊 サウンドトラック with 花右京メイド隊1                                 | マリエル（田中理恵）、グレース （金田朋子）、イクヨ（有島モユ）、コノヱ（平松晶子）                                                                                    | 「花右京メイド隊の歌」                                                  | テレビアニメ『花右京メイド隊』オープニングテーマ               |
| 9月5日   | デジモンテイマーズ ソングカーニバル                                                  | クルモン （金田朋子） | 「あそぼクルクル」                                                      | テレビアニメ『デジモンテイマーズ』挿入歌                       |
| 9月29日  | トモダチの海                                                                         | クルモン （金田朋子） | 「くるっくるっクルモン」                                                | テレビアニメ『デジモンテイマーズ』挿入歌                       |
| 11月7日  | デジモンテイマーズ クリスマスイリュージョン                                          | ギルモン（野沢雅子）、レナモン（今井由香）、テリアモン（多田葵）、クルモン （金田朋子）                                                                                | 「デジモンクリスマスメドレー」                                          | テレビアニメ『デジモンテイマーズ』挿入歌                       |
| 2002年   |                                                                                      | |                                                                         |                                                                |
| 4月10日  | ミルキィシーズン・ペア・コレクション                                                 | 蘭咲礼香（満仲由紀子）、宇佐見ゆん（金田朋子） | 「気になって☆キュン」                                                   | ゲーム『Milky Season』関連曲                                   |
| 5月22日  | あずまんが大王 キャラクターCDシリーズ Vol.1 美浜ちよ                                 | 美浜ちよ（金田朋子） | 「世界はNEOHAPPY」                                                      | テレビアニメ『あずまんが大王』関連曲                           |
| 5月22日  | あずまんが大王 キャラクターCDシリーズ Vol.1 美浜ちよ                                 | 美浜ちよ（金田朋子） | 「サラバイ! 〜ハッピー編」                                              | テレビアニメ『あずまんが大王』関連曲                           |
| 5月22日  | あずまんが大王 キャラクターCDシリーズ Vol.2 榊さん                                   | 榊（浅川悠）、美浜ちよ（金田朋子） | 「魔法猫に会える日は」                                                  | テレビアニメ『あずまんが大王』関連曲                           |
| 10月23日 | ミルキィ・シーズン ヴォーカルコレクション                                            | 宇佐見ゆん（金田朋子） | 「気になって☆キュン」                                                   | ゲーム『Milky Season』関連曲                                   |
| 10月23日 | あずまんが大王 オリジナルサウンドトラック Vol. 2                                     | 美浜ちよ（金田朋子） | 「ちよちゃんのつくりましょう!」                                         | テレビアニメ『あずまんが大王』挿入歌                           |
| 12月25日 | あずまんが大王 ヴォーカルコレクション うたいましょ                                   | 美浜ちよ（金田朋子）、春日歩（松岡由貴）、滝野智（樋口智恵子）、水原暦（田中理恵）                                                                                     | 「つくりましょう!」                                                     | テレビアニメ『あずまんが大王』関連曲                           |
| 12月25日 | あずまんが大王 ヴォーカルコレクション うたいましょ                                   | 美浜ちよ（金田朋子）、春日歩（松岡由貴） | 「ほろりんコンフェティ」                                                | テレビアニメ『あずまんが大王』関連曲                           |
| 12月25日 | あずまんが大王 ヴォーカルコレクション うたいましょ                                   | 美浜ちよ（金田朋子） | 「サラバイ!〈映画ver.〉」                                               | テレビアニメ『あずまんが大王』関連曲                           |
| 2003年   |                                                                                      | |                                                                         |                                                                |
| 12月10日 | Tribute to「あずまんが大王」ライブ                                                   | 美浜ちよ（金田朋子） | 「サラバイ!〈映画ver.〉」                                               | テレビアニメ『あずまんが大王』ライブイベント歌唱曲             |
| 12月10日 | Tribute to「あずまんが大王」ライブ                                                   | Oranges&Lemons、美浜ちよ（金田朋子）、春日歩（松岡由貴） | 「風の色マーチ」                                                        | テレビアニメ『あずまんが大王』ライブイベント歌唱曲             |
| 12月26日 | デジモン挿入歌ミラクルベストエボリューション                                         | クルモン （金田朋子） | 「くるっくるっクルモン」                                                | テレビアニメ『デジモンテイマーズ』挿入歌                       |
| 2005年   |                                                                                      | |                                                                         |                                                                |
| 5月18日  | 松来未祐と金田朋子のRADIOデコピンないと anniversary disc                             | SD☆Children（松来未祐、金田朋子） | 「ムスメゴコロ★オトメゴコロ」 「ソーダ・恋してる」 「スポーツしましょ」 | ラジオ番組『松来未祐と金田朋子のRADIOデコピンないと2』の関連曲 |
| 2006年   |                                                                                      | |                                                                         |                                                                |
| 4月26日  | 鍵姫物語 永久アリス輪舞曲 Character Song Collection                                  | 双子のアリス（かないみか、金田朋子） | 「迷い子ものがたり」                                                    | テレビアニメ『鍵姫物語 永久アリス輪舞曲』関連曲                |
| 2007年   |                                                                                      | |                                                                         |                                                                |
| 3月21日  | Master of Epic The Animation Age O.S.T.                                              | ワラゲ・ピンク（金田朋子）、クローバー（井ノ上奈々、宮崎羽衣、斎藤桃子、庄子裕衣）                                                                                     | 「ワラゲッチャーＶのテーマ」                                            | テレビアニメ『Master of Epic The Animation Age』関連曲         |
| 12月7日  | Myself;Yourself キャラクターソングvol.5 青い鳥                                       | 織部麻緒衣（金田朋子） | 「青い鳥」                                                              | テレビアニメ『Myself;Yourself』関連曲                          |
| 12月19日 | BLEACH BEAT COLLECTION 3rd SESSION：05 -NEL TU-                                      | ネル・トゥ（金田朋子） | 「ココロオアシス」 「Every Fight!」                                     | テレビアニメ『BLEACH』関連曲                                   |
| 2008年   |                                                                                      | |                                                                         |                                                                |
| 10月1日  | ドラえもんのうたってあそぼう放送局!! しつけをおぼえたら てあそびのじかん             | ジャイアン（木村昴）、スネ夫（関智一）、ミヨ（神田朱美）、園児たち（鉄炮塚葉子、金田朋子）                                                                             | 「とんとんとんとん ひげじいさん」                                       | テレビアニメ『ドラえもん』キャストの童謡カバー                 |
| 10月1日  | ドラえもんのうたってあそぼう放送局!! しつけをおぼえたら てあそびのじかん             | のび太（大原めぐみ）、しずかちゃん（かかずゆみ）、ジャイアン（木村昴）、スネ夫（関智一）、ミヨ（神田朱美）、園児たち（鉄炮塚葉子、金田朋子）                           | 「げんこつやまのたぬきさん」                                            | テレビアニメ『ドラえもん』キャストの童謡カバー                 |
| 10月1日  | ドラえもんのうたってあそぼう放送局!! しつけをおぼえたら てあそびのじかん             | のび太（大原めぐみ）、しずかちゃん（かかずゆみ）、ミヨ（神田朱美）、園児たち（鉄炮塚葉子、金田朋子）                                                                   | 「ちいさなにわ」                                                        | テレビアニメ『ドラえもん』キャストの童謡カバー                 |
| 10月1日  | ドラえもんのうたってあそぼう放送局!! しつけをおぼえたら てあそびのじかん             | ドラえもん（水田わさび）、のび太（大原めぐみ）、しずかちゃん（かかずゆみ）、ジャイアン（木村昴）、スネ夫（関智一）、ミヨ（神田朱美）、園児たち（鉄炮塚葉子、金田朋子） | 「おおきなくりのきのしたで」                                            | テレビアニメ『ドラえもん』キャストの童謡カバー                 |
| 2009年   |                                                                                      | |                                                                         |                                                                |
| 12月19日 | BLEACH BEAT COLLECTION THE BEST 2                                                    | ネル・トゥ（金田朋子） | 「ココロオアシス」 「Every Fight!」                                     | テレビアニメ『BLEACH』関連曲                                   |
| 2011年   |                                                                                      | |                                                                         |                                                                |
| 3月9日   | たまともがうたう テレビアニメ「たまごっち!」オープニング・テーマ「GO-GOたまごっち!」 | テルリン（金田朋子）、ふらわっち（佐々木日菜子）、ラブリっち（真堂圭）                                                                                                 | 「GO-GOたまごっち!」（テルリン ふらわっち ラブリっち バージョン）       | テレビアニメ『たまごっち!』オープニングテーマ                  |
| 3月9日   | たまともがうたう テレビアニメ「たまごっち!」オープニング・テーマ「GO-GOたまごっち!」 | テルリン（金田朋子）、たまとものみんな | 「GO-GOたまごっち!」（テルリン たまとものみんな バージョン）            | テレビアニメ『たまごっち!』オープニングテーマ                  |
| 2012年   |                                                                                      | |                                                                         |                                                                |
| 9月5日   | 織田信奈の野望 Music of the different world 歌姫01                                   | 蜂須賀五右衛門（金田朋子） | 「ガンバラ☆」                                                           | テレビアニメ『織田信奈の野望』関連曲                           |
| 11月16日 | パチスロ 快盗天使ツインエンジェル3 サウンド・コレクション キュンキュン☆セレクト      | リリカ・アスタディール（金田朋子）、エリス・フィリウス（中原麻衣） | 「おとなになるのですっ!」                                               | パチスロ『快盗天使ツインエンジェル3』関連曲                    |
| 2013年   |                                                                                      | |                                                                         |                                                                |
| 4月20日  | T織田信奈の野望 ベストアルバム 歌姫集                                                | 蜂須賀五右衛門（金田朋子） | 「ガンバラ☆」                                                           | テレビアニメ『織田信奈の野望』関連曲                           |
| 2021年   |                                                                                      | |                                                                         |                                                                |
| 8月25日  | Clock over ORQUESTA First season BATTLE Vol.02 天馬 六華【agitato －アジタート－】   | 天馬六華（村瀬歩、金田朋子） | 「境界で鏡面」                                                          | 『Clock over ORQUESTA』関連曲                                  |
| 8月25日  | Clock over ORQUESTA First season BATTLE Vol.02 天馬 六華【agitato －アジタート－】   | 天馬六華（金田朋子） | 「午前六時のブギウギ（Never↓and ver.)」                                 | 『Clock over ORQUESTA』関連曲                                  |
| 2022年   |                                                                                      | |                                                                         |                                                                |
| 11月2日  | Clock over ORQUESTA return match BATTLE all-in2nd Album「QUATELLA」                  | 天馬六華（金田朋子） | 「冥！冥！６」                                                          | 『Clock over ORQUESTA』関連曲                                  |
| 2024年   |                                                                                      | |                                                                         |                                                                |
| 2月7日   | Clock over ORQUESTA Second season BATTLE Vol.1 f －フォルテ－                        | 桜小路二香（皆川純子）、天馬六華（金田朋子） | 「Just easy game」                                                      | 『Clock over ORQUESTA』関連曲                                  |
| 12月12日 | Clock over ORQUESTA Third season BATTLE all for one【matinee -マチネ-】              | 天馬六華（村瀬歩、金田朋子） | 「シークラヴ」                                                          | 『Clock over ORQUESTA』関連曲                                  |

### その他参加楽曲
| 発売日   | 商品名                                                  | 歌                                                          | 楽曲 | 備考                                                                             |
| 2004年   | 2004年                                                  | 2004年                                                      | 2004年 | 2004年                                                                           |
| -------- | ------------------------------------------------------- | ----------------------------------------------------------- | --- | -------------------------------------------------------------------------------- |
| 1月28日  | 恋のアメリカン・フットボール                            | DROPS（國府田マリ子、金田朋子、神田朱未、野中藍、白石涼子） | 「恋のアメリカン・フットボール」 「愛がなきゃ!!」 | ローソン特装盤および同通常盤                                                     |
| 2月4日   | 恋のアメリカン・フットボール                            | DROPS（國府田マリ子、金田朋子、神田朱未、野中藍、白石涼子） | 「恋のアメリカン・フットボール」 「愛がなきゃ!!」 | 一般発売特装盤および同通常盤                                                     |
| 4月21日  | ふられ気分でRock'n' Roll                                | DROPS（國府田マリ子、金田朋子、神田朱未、野中藍、白石涼子） | 「ふられ気分でRock'n' Roll」 「あなたが…すき」 | ローソン特装盤および同通常盤。テレビアニメ『せんせいのお時間』エンディングテーマ |
| 4月28日  | ふられ気分でRock'n' Roll                                | DROPS（國府田マリ子、金田朋子、神田朱未、野中藍、白石涼子） | 「ふられ気分でRock'n' Roll」 「あなたが…すき」 | 一般発売特装盤および同通常盤。テレビアニメ『せんせいのお時間』エンディングテーマ |
| 4月28日  | ネギま! 麻帆良学園中等部2-A：1学期                      | DROPS（國府田マリ子、金田朋子、神田朱未、野中藍、白石涼子） | 「☆まか♥メチャ不思議パラダイス」 「バカップル♥」 | テレビアニメ『魔法先生ネギま!』イメージソング                                    |
| 7月21日  | CAN DROPS                                               | DROPS（國府田マリ子、金田朋子、神田朱未、野中藍、白石涼子） | 「～overture～ 「恋のアメリカン・フットボール」 「ふられ気分でRock’n’Roll」 「渋滞のLove Affair」 「バカップル」 「Atter the rain」 「あなたが...すき」 「愛がなきゃ!!」 「☆まか メチャ 不思議パラダイス」 「Always with you」 「恋のアメリカン・フットボール Re-Mix Ver.」 「ふられ気分でRock’n’Roll Re-Mix Ver.」 | DROPS1stアルバム                                                                 |
| 7月28日  | CAN DROPS                                               | DROPS（國府田マリ子、金田朋子、神田朱未、野中藍、白石涼子） | 「～overture～ 「恋のアメリカン・フットボール」 「ふられ気分でRock’n’Roll」 「渋滞のLove Affair」 「バカップル」 「Atter the rain」 「あなたが...すき」 「愛がなきゃ!!」 「☆まか メチャ 不思議パラダイス」 「Always with you」 「恋のアメリカン・フットボール Re-Mix Ver.」 「ふられ気分でRock’n’Roll Re-Mix Ver.」 | DROPS1stアルバム                                                                 |
| 8月21日  | 眠り姫                                                  | DROPS（國府田マリ子、金田朋子、神田朱未、野中藍、白石涼子） | 「眠り姫 」 | DROPSの金田朋子のソロシングル                                                    |
| 9月25日  | ネギま! 麻帆良学園中等部2-A：2学期                      | DROPS（國府田マリ子、金田朋子、神田朱未、野中藍、白石涼子） | 「ときめきココナッツ」 | テレビアニメ『魔法先生ネギま!』イメージソング                                    |
| 10月20日 | ムスメゴコロ★オトメゴコロ/スポーツしましょ♥             | SD☆Children（松来未祐、金田朋子）                           | 「ムスメゴコロ★オトメゴコロ」 | テレビアニメ『流星戦隊ムスメット』エンディングテーマ                             |
| 10月20日 | ムスメゴコロ★オトメゴコロ/スポーツしましょ♥             | SD☆Children（松来未祐、金田朋子）                           | 「スポーツしましょ♥」 | ラジオ番組『松来未祐と金田朋子のRADIOデコピンないと2』テーマソング               |
| 2005年   |                                                         |                                                             | |                                                                                  |
| 2月23日  | がぁーでぃあんHearts ぱわ〜あっぷ! サウンドコレクション | SD☆Children（松来未祐、金田朋子）                           | 「こわれものリボン（小）」 | テレビアニメ『がぁーでぃあんHearts』関連曲                                       |
| 2008年   |                                                         |                                                             | |                                                                                  |
| 1月23日  | 百歌声爛 －女性声優編II－                               | 金田朋子                                                    | 「ワイワイワールド」 「アクビ娘」 「はじめてのチュウ」 「にんげんっていいな」 「ユカイツーカイ怪物くん」 「天才バカボン」 「まっててごらん」 「うしろゆびさされ組」 「ガッチャマンの歌」 「コン・バトラーVのテーマ」                                                                                                | アニメソングのカバーアルバム                                                     |
| 2010年   |                                                         |                                                             | |                                                                                  |
| 5月26日  | ワルナイ・フィーバー                                    | 金田朋子                                                    | 「ワルナイ・フィーバー」 「わるぷるぎすのまじょ」 | □□□7thアルバム収録曲                                                             |
| 2011年   |                                                         |                                                             | |                                                                                  |
| 2月23日  | CD                                                      | 金田朋子                                                    | 「あたらしいたましい feat.金田朋子」 | Webアニメ「SOS TV ワルプルギスナイトフィーバー」の主題歌                         |
| 2013年   |                                                         |                                                             | |                                                                                  |
| 3月20日  | せいゆうようちえん～おこさまひっつ                      | 井上喜久子、本名陽子、金田朋子、金元寿子                    | 「森のくまさん」 「パンダうさぎコアラ」 | キッズソングのアレンジカバーアルバム                                             |
| 3月20日  | せいゆうようちえん～おこさまひっつ                      | 金田朋子                                                    | 「おしりかじり虫」 「オバケなんてないさ」 | キッズソングのアレンジカバーアルバム                                             |